# Königliche Porzellan-Manufaktur Berlin

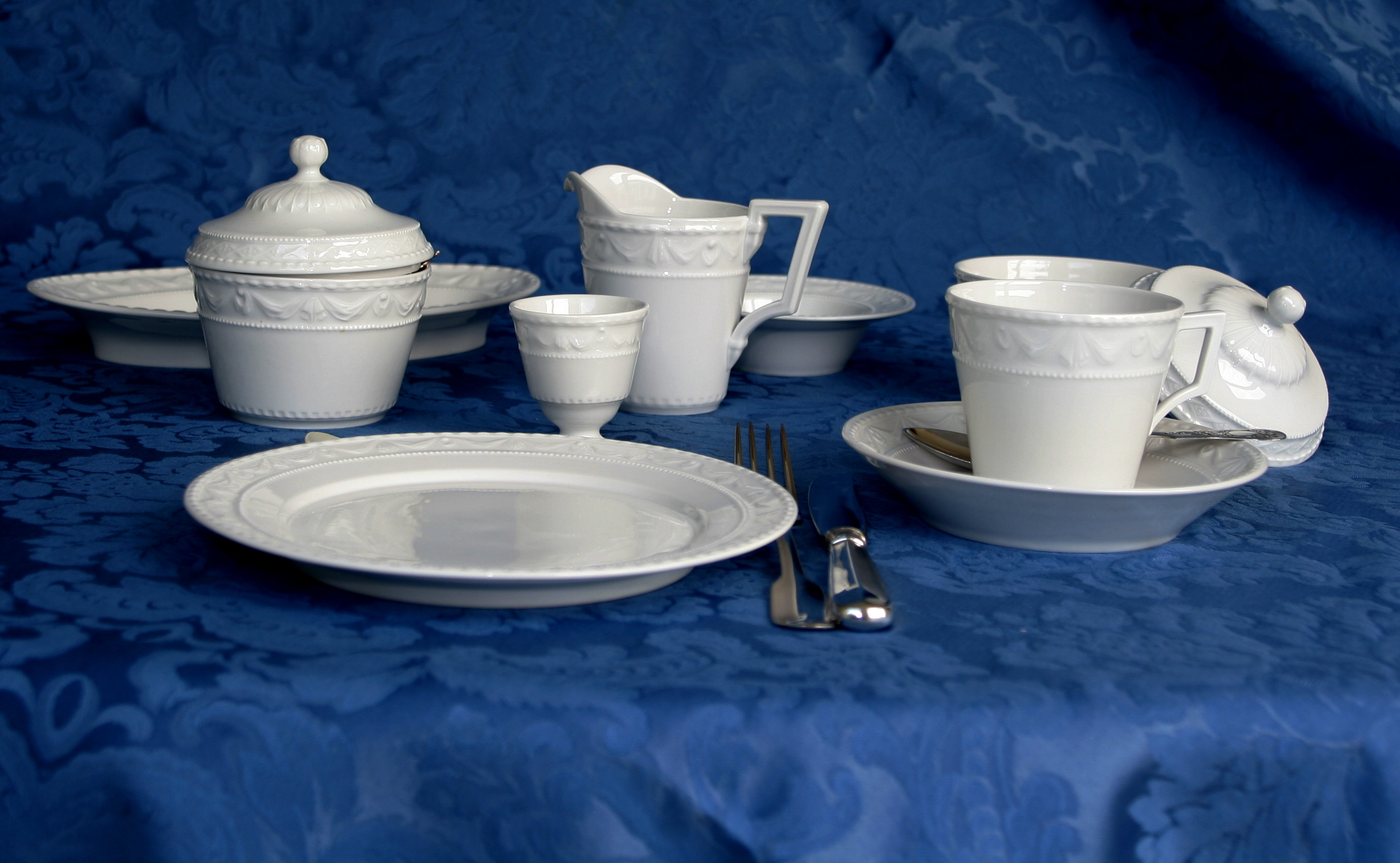
Königliche Porzellan-Manufakturs Kurland

Königliche Porzellan-Manufaktur Berlin (KPM) är en tillverkare av porslin i Berlin som grundades av Fredrik den store 1763. 
Den första fabriken grundades av Wilhelm Kaspar Wegely 1751, som förvärvade några medarbetare från porslinsfabriken i Höschst. Den konstnärliga ledningen anförtroddes åt modellören E. H. Richard och miniatyrmålaren I. J. Clauce som kom från Meissen. Fabrikens äldsta produkter visar på en ofullständig sammansättning av porslinsmassan. Redan 1757 stängdes fabriken.
År 1761 anlades på Fredrik den stores initiativ en ny fabrik av Johann Ernst Gotzkowskys i Berlin. Wegely fick bidra med en del av personalen, medan modellörerna F. E. Mayer och målarna K. W. Böhme, K. J. Ch. Klipfel och J. BB. Borrmann kom från Meissenfabriken. Chefskapet anförtroddes G. Grieninger. År 1763 såldes den nya fabriken till preussiska staten. Mot slutet av 1700-talet hade fabriken sin glanstid. Höjdpunkten i produktionen var en bordsuppsats tillverkad för kejsarinnan Katarina II av Ryssland.
1945 flyttade fabriken till Selb men 1955 flyttade den tillbaka till Berlin.
Berliner Gedenktafel är en speciell form av minnestavlor som används i Berlin. De är tillverkade av porslin från KPM och började införas 1986 inför Berlins 750-årsjubileum.